# 어글리돌 (영화)
《어글리돌》(UglyDolls 어글리돌스[*])은 2019년 미국의 컴퓨터 애니메이션 영화다. 동명의 봉제 인형을 기반으로 한 이 영화는 캘리 애스버리가 감독하고 제인 하트웰과 로버트 로드리게스가 제작했다.

## 줄거리
모씨와 친구들은 어글리빌의 산 너머로 여행하며 모든 이에게 완벽한 마을인 퍼펙션을 발견한다.

## 출연

### 주연
- 켈리 클락슨
- 닉 조나스
- 자넬 모네
- 핏불
- 엠마 로버츠

### 조연
- 블레이크 쉘톤
- 가브리엘 이글레시아스
- 완다 사이키스
- 왕리홍
- 찰리 XCX
- 비비 렉사
- 리쪼

## 기타
- 협력프로듀서: 안드레아 맥카시 폴
- 배역: 루스 램버트
- 배역: 로버트 맥기